# Kawasaki ZX-10 Tomcat
Kawasaki ZX-10 Tomcat – jest to motocykl sportowy firmy Kawasaki produkowany pomiędzy  1988 a 1990 rokiem o oznaczeniu kodowym ZX1000B. Motocykl posiadał 137 konny czterocylindrowy silnik rzędowy chłodzony cieczą będący modernizacją silnika z GPZ1000RX. Modernizacje, które objęły silnik pozwoliły zmniejszyć masę jednostki napędowej o 6 kg. Motocykl osiągał prędkość 266 km/h będąc najszybszym seryjnie produkowanym motocyklem roku 1988, które to miano w roku 1990 przejął jego młodszy brat legendarny ZZR1100